# Jorge Savia
Jorge Savia (5 de diciembre de 1947-22 de octubre de 2023) fue un periodista deportivo y presentador uruguayo.
Inició su trayectoria periodística desde 1968. Trabajaba en la La Oral Deportiva 970 y en VTV Uruguay, donde era especialista en relato de boxeo. También era entrenador de fútbol.
Cubrió 12 copas del mundo. Fue editor de deportes del diario El País.
Fue galardonado con el Premio Legión del Libro otorgado por la Cámara Uruguaya del Libro.